# 社会主义工人党 (英国)
社会主义工人党（英語：Socialist Workers Party），简称社工党（SWP），是英国的一个托洛茨基主义政党。该党成立于1950年，当时取名为社会主义评论团体，1962年改名国际社会主义者，1977年改为现名。
该党的创始人是托尼·克里夫。该党的领导机构是中央委员会和全国委员会，国际书记是阿列克斯·卡利尼科斯，联合全国书记是查理·金伯和艾米·莱瑟。该党是国际社会主义倾向最重要的成员，同时还是工会主义和社会主义联盟的成员。